# Heterodisca castanea
Heterodisca castanea är en fjärilsart som beskrevs av W. Warren 1906. Heterodisca castanea ingår i släktet Heterodisca och familjen mätare. Inga underarter finns listade i Catalogue of Life.